# Lactarius rubrifluus
Lactarius rubrifluus é um fungo que pertence ao gênero de cogumelos Lactarius na ordem Russulales. Foi descrito cientificamente por Gillet em 1870.